# Huretunao'er
Huretunao'er (kinesiska: 呼热图淖尔, 呼热图淖尔苏木) är en socken i Kina. Den ligger i den autonoma regionen Inre Mongoliet, i den norra delen av landet, omkring 780 kilometer nordost om regionhuvudstaden Hohhot. Antalet invånare är 4921. Befolkningen består av 2 343 kvinnor och 2 578 män. Barn under 15 år utgör 15,0 %, vuxna 15-64 år 81 %, och äldre över 65 år 2,0 %.
Genomsnittlig årsnederbörd är 542 millimeter. Den regnigaste månaden är juli, med i genomsnitt 145 mm nederbörd, och den torraste är februari, med 4 mm nederbörd.